# Aire coutumière Hoot ma Waap
Hoot Ma Waap [ɔt ma wap] est une aire coutumière de la Nouvelle-Calédonie. La plus étendue géographiquement, elle correspond à l'extrémité nord de la Grande-Terre et aux îles Belep. Elle comprend les communes de Belep, Hienghène, Kaala-Gomen, Koumac, Ouégoa, Pouébo, Poum et Voh. Les 11 langues et dialectes kanak du groupe nord y sont parlés, mais aucun ne dépasse les 2000 locuteurs.
Les relations régionales entre sociétés locales sont généralement conçues comme « des (Grandes) Maisons liées par des Chemins, délimitées par des Portes » (avec des Étapes) (Monnerie, 2005:21).
« Le Conseil d'aire Hoot ma Waap rassemble en priorité des teâma (littéralement aînés suprêmes), souvent nommés grands chefs, des mweaw  (cadets des teâma), orateurs et autres dignitaires de cette région, ainsi que des hommes au savoir reconnu.» (Monnerie, 2005:21)